# Yémeda
Yémeda község Spanyolországban, Cuenca tartományban. Yémeda Monteagudo de las Salinas, Arguisuelas, Cardenete, Víllora, Enguídanos és Paracuellos községekkel határos. Lakosainak száma 19 fő (2024).

## Népesség
A település népessége az utóbbi években az alábbiak szerint változott:
| Lakosok száma | 30   | 26   | 28   | 30   | 40   | 27   | 22   | 21   | 17   | 19   |
|               | 2001 | 2004 | 2006 | 2009 | 2011 | 2014 | 2016 | 2019 | 2021 | 2024 |